# Oberea mediofusciventris
Oberea mediofusciventris är en skalbaggsart som beskrevs av Stefan von Breuning 1962. Oberea mediofusciventris ingår i släktet Oberea och familjen långhorningar. Inga underarter finns listade i Catalogue of Life.